# 龚敬政
龚敬政（1959年12月—），云南梁河人，傣族，中华人民共和国地方官员、第十二届全国人民代表大会云南地区代表。
毕业于云南民族学院汉语言文学专业。1987年5月加入中国共产党。此后在德宏州任职。2013年，担任全国人大代表。2013年2月任德宏州州长。2018年1月，轉任雲南省政協民族和宗教委員會副主任。